# Japonolycodes abei
Japonolycodes abei, es una especie de pez actinopeterigio marino, la única del género monotípico Japonolycodes de la familia de los zoárcidos.

## Distribución y hábitat
Se distribuye por aguas del oeste del océano Pacífico, siendo un endemismo del "mar de Kumanonada" en el Japón. Su hábitat son aguas profundas, siendo de comportamiento batipelágico y demersal, que se encuentra a una profundidad entre 40 m y 300 m.